# Vardadzor (Gegharkunik)
Pour les articles homonymes, voir Vardadzor.
Vardadzor (en arménien Վարդաձոր) est une communauté rurale du marz de Gegharkunik, en Arménie. Fondée en 1828-1829, elle compte 3 112 habitants en 2008.